# Atomluftschiff

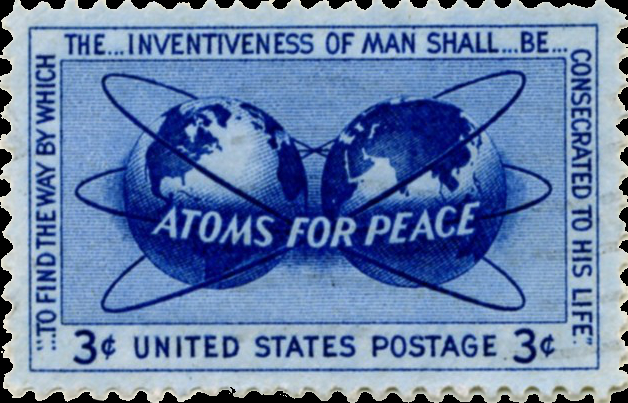
US-amerikanische Briefmarke (1955)

Atomluftschiffe sind Luftschiffe, welche anstatt von Verbrennungsmotoren als Antriebssystem über einen Atomreaktor verfügen sollten. Technologisch sollte dieses Antriebssystem an die seit den 1950er Jahren gewonnenen Erfahrungen mit atombetriebenen Schiffen oder Unterseebooten anknüpfen. In den 1970er Jahren existierte in Lübeck eine Fördergesellschaft für Atomluftschiffbau und Atomluftschiffahrt e.V. Motiviert durch eine Studie von Dornier führte der VDI noch im Jahr 1972 eine Umfrage innerhalb der deutschen Luftfahrtindustrie und der Luftschiffbranche durch. Überraschenderweise stellte sich in dieser Umfrage heraus, dass die deutsche Lufthansa der Idee des Luftschiffs allgemein nicht abgeneigt war und sich die Lufthansa wie auch VFW-Fokker nuklearbetriebene Großluftschiffe im Einsatz vorstellen konnten.
Im Gegensatz zu Atomunterseebooten und Atomschiffen, wie dem deutschen Frachter Otto Hahn, wurden Atomluftschiffe niemals gebaut und blieben lediglich konzeptionelle Überlegungen in der Geschichte der Luftschifffahrt.

## Atoms for Peace Dirigible

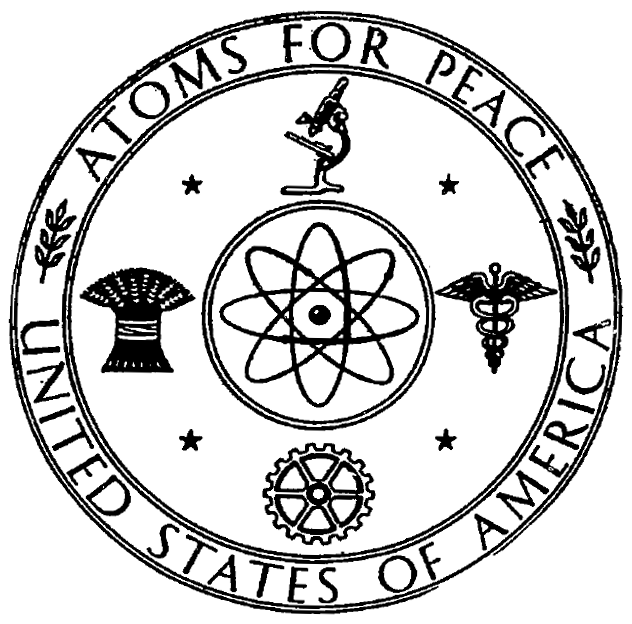
Atoms for Peace Symbol (1955 oder früher)

Zu Beginn des Jahres 1955 wurde unter  Präsident Eisenhower innerhalb des US-amerikanischen Kongresses Geld für das so genannte „Atoms for Peace“-Programm freigegeben, wodurch ein atombetriebenes Handelsschiff gefertigt werden und damit den Stand der US-amerikanischen Atomtechnologieentwicklung präsentieren sollte. Nachdem jedoch im Frühjahr 1956 die Diskussion um das Projekt noch anhielt, äußerte Frank Tinsley in zwei Zeitschriftenartikeln Kritik an dem geplanten Seeschiff und stelle als Alternative ein atombetriebenes Luftschiff vor, welches insbesondere besser zu Werbe- und Sympathiezwecken geeignet sei.
Tinsley fertigte einige grafische Konzeptualisierungen und populärwissenschaftliche Artikel zu dem Projekt an. Technologisch waren seine Überlegungen eng an dem im Jahr 1951 vorgestellten „fliegenden Flugzeugträger“ der Goodyear Aircraft Corporation angelehnt, welches wiederum eng an den Starrluftschiffen Akron und Macon angelehnt war. Der Atomreaktor sollte mittig innerhalb des Luftschiffes verbaut werden und über eine Dampfturbine Strom generieren und eine Luftschraube am Heck antreiben. Die technischen Spezifikationen blieben insgesamt recht vage gehalten. Präziser stellte Tinsley hingegen den Personentransport als Einsatzzweck heraus, und dass es auf dem Wasser hätte landen sollen.

## Studie der Goodyear Aircraft Corporation
Auch in den späten 1950er Jahren blieb die Idee des Atomluftschiffs präsent. Im Jahr 1957 veröffentlichte Edwin Kirschner eine Monografie zum Titel The Zeppelin in the Atomic Age und griff dabei auch auf die Zeichnungen und Illustrationen Frank Tinsleys zurück. Motiviert war Kirschner vor allem von der im Jahr 1955 stattgefundenen Genfer Gipfelkonferenz, auf welcher  Präsident Eisenhower den Open Sky Plan zur zivilen Luftraumüberwachung vorstellte. Ein atombetriebenes Luftschiff hätte nach Vorstellung Kirschners insbesondere durch seine virtuell unbegrenzte Reichweite und Einsatzdauer für die Luftraumüberwachung enorme Vorteile aufgewiesen.
Im Mai 1959 stellte die Goodyear Aircraft Corporation tatsächlich eine erste fundierte Studie zu der Thematik vor und verkündete, ein atombetriebenes Prallluftschiff bis zum Jahr 1963 einsatzbereit zu haben. Von den Ausmaßen hätte dieses Schiff das ZPG-3W noch übertroffen, sollte eine doppelstöckige Gondel aufweisen, wobei der Atomreaktor für die Schiffsmitte vorgesehen war.

## Projekt von Francis Morse
Ab dem Jahr 1962 erarbeitete der aus Boston stammende Professor Francis Morse mit einigen seiner Studenten das Konzept eines atombetriebenen Luftschiffs, um dieses auf den Weltausstellungen in New York und Montreal vorzustellen. Technologisch wollte das Team an erprobte Starrluftschiffe der 1930er anknüpfen, sodass auf Aluminiumgerippe gesetzt wurde und die Antriebssysteme von Goodyear der 1940er und 1950er Jahre verwendet werden sollten. Zum Betrieb der zwei gegenläufigen Vierblattpropeller sollte der Atomreaktor mittig im Schiff installiert werden. Das mit 3.000.000 m³ Helium befüllte Schiff sollte bis zu 400 Passagiere transportieren. Vorgesehen war eine äußerst luxuriöse Ausstattung mit einem Tanzsaal, einem Promenadendeck und gar einem Flugzeughangar. Ähnlich den als Flugzeugträgern eingesetzten Luftschiffen Akron und Macon hätte damit ein Flugzeug über eine Trapezkonstruktion in das Luftschiff aufgenommen werden können und so Verbindungsflüge für 18 Personen anbieten können.

## Projekt von Henry Irwin
Das in Oklahoma ansässige Unternehmen Henry Irwin and Associates unter Leitung von Henry Irwin entwickelte das zweite Atomluftschiffprojekt der 1960er Jahre. Irwin plante noch konsequenter auf technologischen Konzepten und Entwicklungen der 1930er Jahre aufzubauen. Bekannt ist lediglich, dass auf ein Traggasvolumen von 280.000 m³ gesetzt werden sollte. Zudem sollte dieses Atomluftschiff ausschließlich als Frachtluftschiff eingesetzt werden. Das Projekt wurde von Charles E. Rosendahl unterstützt, welcher gar Partner von Henry Irwin and Associates wurde. Obgleich Irwin im Januar 1964 eine Übereinkunft mit der Luftschiffbau Zeppelin traf, welche ihm Zugang zu historischen Konstruktionsunterlagen gegeben hätte, wurde das Projekt später nicht weiter verfolgt.

## Projekt ALV 1 & ALV-C/1 (Erich von Veress)
Im Zeitraum 1955 bis 1965 erarbeitete der aus Graz stammende Erich von Veress das Konzept eines als ALV 1 bezeichneten Atomluftschiffs. Angeblich begann Veress überhaupt erst auf Anraten von Otto Hahn mit dem Projekt. Angedacht wurde von ihm ein 324 Meter langes Schiff zum Transport von 500 Passagieren, 100 Crewmitgliedern und 100 Tonnen Nutzlast. Durch einen im Bug untergebrachten Kernantrieb sollten 18.000 PS generiert werden und zu einer Reisegeschwindigkeit von 300 km/h führen. Technologisch plante Veress auf bestehende Atomreaktoren zurückzugreifen, hoffte hierbei jedoch vergeblich auf niemals eintretende Fortschritte bei der Entwicklung von sehr leichten Reaktoren.
Nachdem das Interesse an dem Projekt nach anfänglicher positiver medialer Berichterstattung in den späten 1960er Jahren abflaute, stellte Veress Anfang der 1970er Jahre mit dem ALV-C/1 eine Modifikation vor, welche als Frachtluftschiff eingesetzt werden sollte. Auch die in den 1970er Jahren in Lübeck ansässige Fördergesellschaft für Atomluftschiffbau und Atomluftschiffahrt e.V. verschickte Informationsmaterialien, wobei auf dem Briefkopf mit dem ALV Projekt geworben wurde. Dennoch kam das Projekt über dieses frühe Projektstadium nie hinaus.